# Lisselberget
Lisselberget är ett naturreservat i Torsby kommun i Värmlands län.
Området är naturskyddat sedan 2006 och är 280 hektar stort. Reservatet omfattar Lisselberget med Likedalstjärnen och mindre våtmarker. Reservatet består av gammal barrskog. 